# Masalia fuscostriata
Masalia fuscostriata är en fjärilsart som beskrevs av Brandt 1941. Masalia fuscostriata ingår i släktet Masalia och familjen nattflyn. Inga underarter finns listade i Catalogue of Life.